# 安德烈·斯温佐夫
安德烈·尼古拉耶维奇·斯温佐夫（羅馬化：Andrey Nikolayevich Svintsov；1978年11月12日—）是俄罗斯政治人物，第六、七、八届国家杜马代表。
在莫斯科国立自然资源规划大学学习期间，斯温佐夫是一级专家，是中央水化学实验室的领先专家。2000年开始在自然资源和环境部国家水管理监测中心担任初级研究员。同年，斯温佐夫加入俄罗斯自由民主党（LDPR）。 2004年至2008年，他担任第四届国家杜马自民党第一副领袖马克西姆·罗赫米斯特罗夫的顾问。 2008年，斯温佐夫成为第五届国家杜马副主席弗拉基米尔·日里诺夫斯基的助理。他于2011年、2016年分别当选第六届、第七届国家杜马代表。2021年，根据选举结果，他未能当选第八届杜马议员。然而，日里诺夫斯基于2022年4月去世后，斯温佐夫于2022年6月1日填补了空缺的杜马任期，就任第八届国家杜马代表。

## 制裁
2022年12月，欧盟因2022年俄罗斯入侵乌克兰而对斯温佐夫实施制裁。